# Mo (Musiker)
Günter „Mo“ Mokesch (* 1959 in Wien) ist ein österreichischer Sänger, Komponist, Musicaldarsteller, Musikproduzent und Autor.

## Frühe Jahre
Die Musikalität der im Gemeindechor tätigen Mutter Anna und die musikalische ländliche Schulbildung führten Günter Mokesch zum frühen Entschluss, Musiker zu werden. Erste Bühnenerfahrung sammelte er im Alter von siebzehn Jahren als Sänger der im Weinviertel beheimateten Band „EVE“.
1979 zog es ihn nach Wien, wo er im Folgejahr zum einen als Solist und zum anderen gemeinsam mit seinen Mitstreitern der Rockband „Winter“ in zwei Kategorien des Bandwettbewerbes „Popodrom“ als Jahressieger für erste regionale Schlagzeilen sorgte.

## Karriere

### Sänger
1980 wurde Mokesch als Leadsänger der Rocktheaterformation Hallucination Company engagiert, der er bis 1982 angehörte. Anschließend verbrachte er ein paar Monate in Rom, um dort auf Einladung von Lindsay Kemp mit den Mitgliedern der gleichnamigen Dancecompany zu arbeiten.
Zurück in Wien, formierte er seine erste eigene Band, The Gangsters In Love. 1983 veröffentlichte er seine Debütsingle Liebe, Brot und tausend Küsse, mit Smile gelang im selben Jahr ein erster Airplayhit. 1985 folgte das erste Album, Der Erzengel Novotny. Der Durchbruch gelang 1987 mit der als Duo mit Karin Raab aufgenommenen Single Send Me Roses, die in der damaligen offiziellen österreichischen Hitparade (Verkaufscharts) Platz 9 und bei Ö3 Platz 1 erreichte. Auf den Erfolg auch in weiteren Ländern folgten mehrere Tourneen, darunter eine in Deutschland, und die Single Smile mit einer neuen Version des Titels aus dem Jahr 1983, den er bis heute als seinen Lieblingssong bezeichnet. Bis 1993 folgten zwei weitere Singles (Wild Wild Wild, 1991; If You Want My Love, 1993) und zwei Alben (Dancing with an Eskimo, 1991; Confession, 1993), die sich in den Charts platzieren konnten.
Am 8. Oktober 2010 erschien mit Hallelujah sein erstes Solo-Album nach sieben Jahren, von dem vor allem die als Bonustrack enthaltene Piano-Version von Send Me Roses Airplay im Radio erhielt. 2016 veröffentlichte Günter Mokesch die EP Alles Wird Gut & Three Songs for My Son. 2018 formierte er gemeinsam mit Titus Vadon, Erwin Bader und Peter Pansky, ehemals „Das Balaton Combo“, seine neue Band.

### Musical- und Filmdarsteller
Ab 1992 stand Mo wiederholt als Musical-Darsteller auf der Bühne. Auf Askalon (1992) folgte Kuss der Spinnenfrau am Wiener Raimundtheater mit mehr als 200 Vorstellungen (1993/94). Weitere Engagements hatte er in den Musicals Moses (Sommertheater Sankt Margarethen, 1997), Pflanz der Vampire (Metropol, 1997/1998), Das Sonntagskind (Laxenburg, 1999), Die Drei von der Tankstelle (mit Adriana Zartl, Kai Peterson und Gregor Seberg, 1998/1999), Der Barbier von Sievering (Laxenburg, 2000), Bebopalulatsch (Metropol, 2000), Der Traum vom lieben Augustin (Laxenburg, 2001), Crazy Love (Metropol, 2001/2002) und Joseph/Pharao (Wiener Stadthalle, 2008). In Filmen war er unter anderem in Kitty Kinos Karambolage (1983) und der Fernsehserie Mozart und Meisel (1985) zu sehen und hatte Rollen in TV-Produktionen wie Kommissar Rex (1995), Schlosshotel Orth (1999), Julia – Eine ungewöhnliche Frau (2001) und SOKO Donau (2015).

### Kabarett
Zusammen mit Markus Linder schrieb er 1995 ein erstes Kleinkunstprogramm mit dem Titel Adieu Marie. 1997 folgte das Programm So schaut’s aus, 2000 Leicht Verstimmte Liebeslieder, 2002 Endlich Reich und Schön, 2005 Best of Musikcomedy (Das Beste aus 10 Jahren) und 2013 Danke. Im selben Metier ist er seit 2003 als Intendant des von ihm initiierten Kabarett & Comedy-Festivals in Krems an der Donau tätig. Von Juni 2012 bis August 2015 organisierte und präsentierte er die Hyundai Kabarett-Tage mit einer Reihe österreichischer Kabarettisten im Local in Wien, die als Aufzeichnung auf ORF III gesendet wurden. Seit Juni 2016 zeichnet er für das künstlerische Line-Up der Nachfolgesendung Kabarett im Turm ebenfalls auf ORF III verantwortlich.

### Produzent und Komponist
Seit 1986 komponiert Mokesch Musik für Film- und TV-Produktionen. Für die Musik zu Beastie Girl wurde er beim Internationalen Filmfestival Shanghai 1999 mit dem Preis für die beste Filmmusik ausgezeichnet. Im selben Jahr gründete er seine Musik-Produktionsfirma mo music, mit der er als Produzent und Komponist für Filme, TV-Sendungen und Werbeproduktionen tätig ist und unter anderem für die Musik zu zahlreichen TV-Sendungen in ORF und ATV verantwortlich zeichnet.

## Bühnenprogramme

### Mo & Band

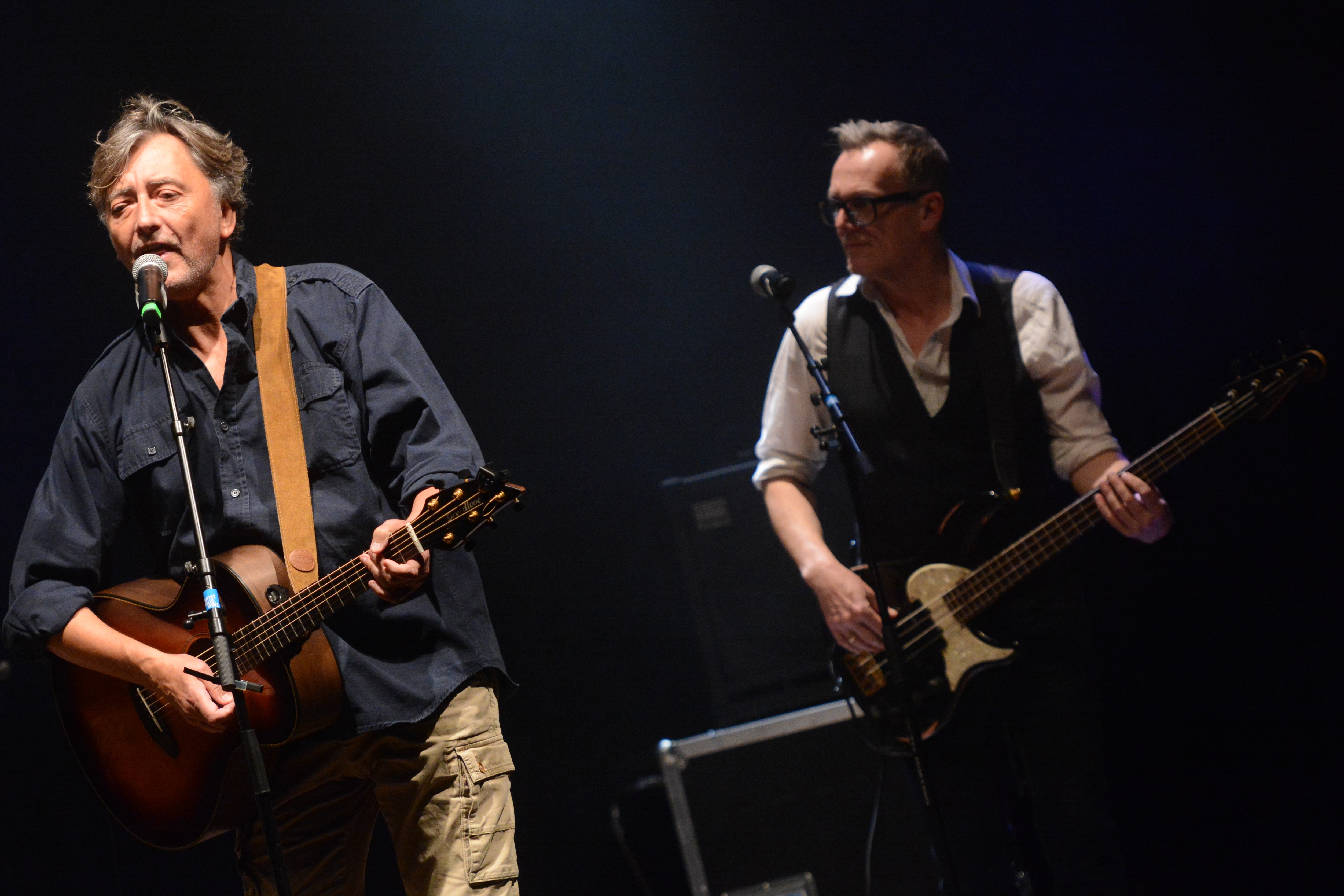
Mo & Band Live Lipkowitsch

Eigenkompositionen, Coverversionen und Stand-up-Comedy.
Musikalisch unterstützt von Erwin Bader (Keyboards), Peter Pansky (Bass), Thomas Eder (Die Seer) und Titus Vadon (Drums) – ehemals „Das Balaton Combo“.

### Mo 80s & 90s Special
Gemeinsam mit seinem langjährigen musikalischen Partner Erwin Bader begibt sich Mo auf eine höchst individuelle Zeitreise durch die 80er & 90er.

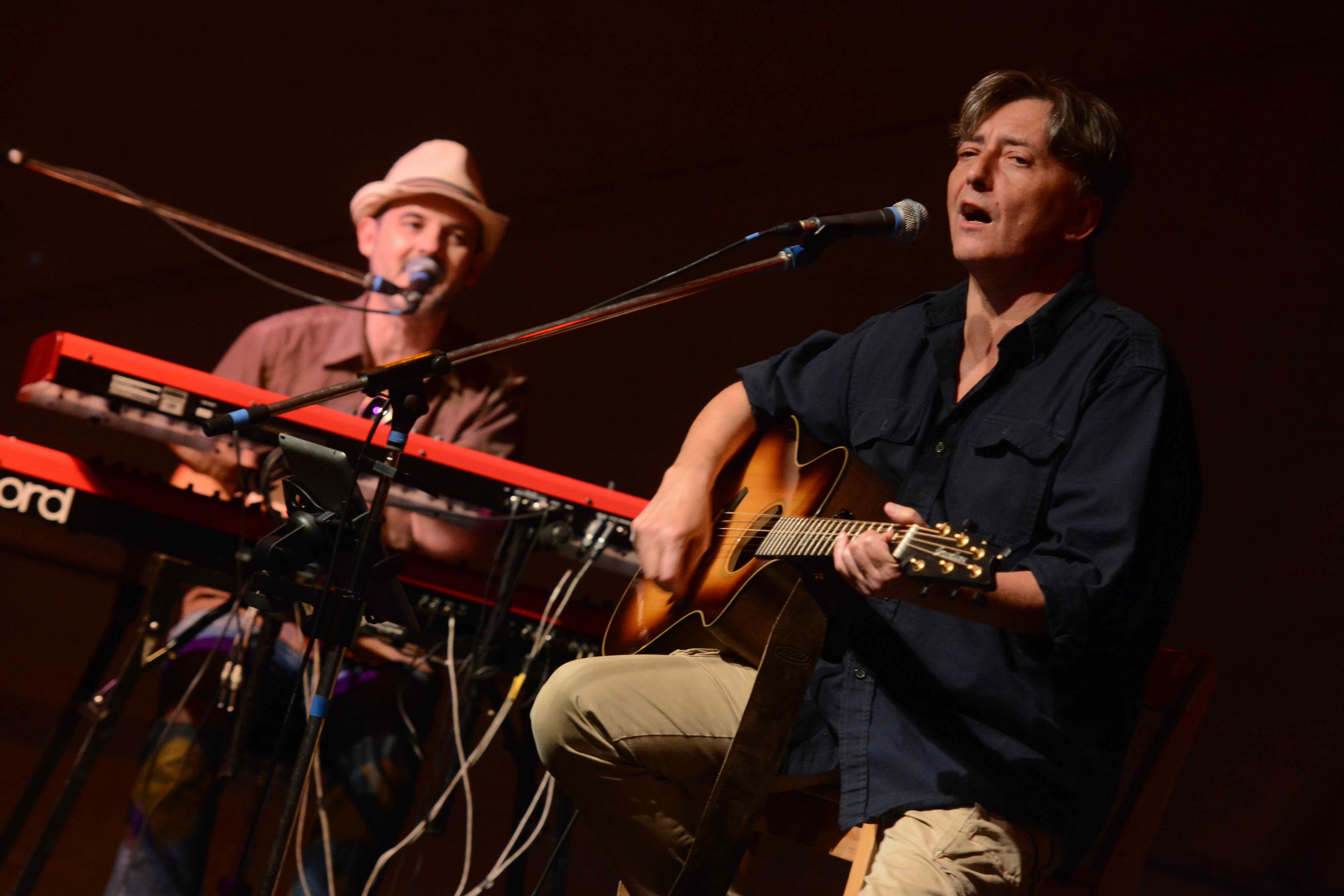
Mo 80s & 90s Special

## Diskografie
| Dancing with an Eskimo |    |    |            |         |  |
|                        | AT | 26 | 26.05.1991 | (3 Wo.) |  |
| Confession             |    |    |            |         |  |
|                        | AT | 13 | 18.07.1993 | (2 Wo.) |  |

| Send Me Roses       |    |    |            |          |  |
|                     | AT | 9  | 15.05.1987 | (10 Wo.) |  |
| Smile               |    |    |            |          |  |
|                     | AT | 14 | 15.03.1988 | (4 Wo.)  |  |
| Wild Wild Wild      |    |    |            |          |  |
|                     | AT | 26 | 26.05.1991 | (1 Wo.)  |  |
| If You Want My Love |    |    |            |          |  |
|                     | AT | 9  | 18.04.1993 | (14 Wo.) |  |

| Dancing with an Eskimo |    |    |            |         |  |
|                        | AT | 26 | 26.05.1991 | (3 Wo.) |  |
| Confession             |    |    |            |         |  |
|                        | AT | 13 | 18.07.1993 | (2 Wo.) |  |

| Send Me Roses       |    |    |            |          |  |
|                     | AT | 9  | 15.05.1987 | (10 Wo.) |  |
| Smile               |    |    |            |          |  |
|                     | AT | 14 | 15.03.1988 | (4 Wo.)  |  |
| Wild Wild Wild      |    |    |            |          |  |
|                     | AT | 26 | 26.05.1991 | (1 Wo.)  |  |
| If You Want My Love |    |    |            |          |  |
|                     | AT | 9  | 18.04.1993 | (14 Wo.) |  |

| - 2000: Willkommen Österreich (ORF) - 2001: 100 Jahre ÖFB (ORF) - 2002: Tipp – Die Kulturwoche (ORF) - 2003: Schauplatz Österreich (ORF) - 2004: Song O4 (ORF) - 2004: Vizit (ORF) - 2005: Die Reportage (ATV) - 2006: Einer für Alle (ORF) - 2006: Vera (ORF) - 2007: Natur im Garten (ORF) - 2008: Kreuz und Quer (ORF) - 2009: Thema (ORF) - 2009: Weltjournal (ORF) - 2010: Harry’s Liebste Hüttn (ORF) - 2010: 100 Jahre Simpl (ORF) - 2011: Was ich Glaube (ORF) - 2012: Hyundai Kabaretttage (ORF) - 2013: Auto Focus (ORF) - 2014: Erinnerungen (ORF) - 2015: Science Talk (ORF) - 2015: Erlesen (ORF) - 2018: Gute Nacht Österreich (ORF) - 2019: Religionen der Welt (ORF) - Laufend: Text Aktuell – Klassik, Wetterblick, - Wetterpanorama Promotrailer (ORF/ZDF) | - 1995: Bernhardiner und Katz (ORF/BR) - 1996: Lieselotte (ORF) - 1997: Ein Weihnachtsmärchen (RTL) - 1997/98: Die Bräute (ORF/BR) - 1999: Beastie Girl (Kino) - 2000: Albtraum einer Ehe (RTL) - 2002: Ich seh dich immer noch neben mir (RTL) - 2005: Die Ohrfeige (ORF/BR) - 2006: Kuckuckszeit (ARD) - 2009: Schlaflos in Oldenburg (ARD) - 2018: Elsie Slonim (ORF) - 2018: The Children of Zaatari (ORF) - 2023: Lackenbach (ORF) - 2024: Hella Pick (ORF) |

| - 1997: Mitsubishi Austria - 2000: Coca Cola Austria - 2003: Wundermann Deutschland - 2004: Alpenmilch Salzburg - 2005: Kurier - 2006: Gerngross - 2007: Winzer Krems - 2008: Wien Live - 2009: Hyundai Austria - 2010: Die Post - 2012: Raiffeisen - 2013: Schärdinand - 2015: Hofer Medical - 2024: Schärdinger Neu |

## Auszeichnungen
- 1997: Silbernes Verdienstzeichen der Marktgemeinde Hohenau an der March.[1]
- 1999: Internationales Filmfestival Shanghai: Golden Goblet für die beste Filmmusik (zu Beastie Girl).[11]
- 2018: Walk of Stars Museum im Wiener Prater.[13]

## Privates
Als Höhepunkte seines Lebens bezeichnet Günter Mokesch die Geburt seiner Kinder Rosanna (1990) und Julian (2013), denen er seine neueste EP Alles wird Gut & 3 Songs for my Son gewidmet hat sowie seiner Tochter Suna Theresa (2023).